# TenderNed
TenderNed is sinds 2010 het aanbestedingssysteem van de Nederlandse overheid. Het bestaat uit een aankondigingenplatform waar aanbestedende diensten hun aankondigingen (verplicht) publiceren en een applicatie waarmee aanbestedingen volledig digitaal kunnen verlopen, voor zowel ondernemers als aanbestedende diensten. Het systeem valt onder verantwoordelijkheid van de Rijksdienst voor Ondernemend Nederland (RVO) van het ministerie van Economische Zaken en Klimaat. De invoering was noodzakelijk vanwege diverse Europese richtlijnen over aanbestedingen.
Gebruik van het aankondigingenplatform van TenderNed is verplicht voor aanbestedingen sinds april 2013, als gevolg van de invoering van de Aanbestedingswet 2012. Aanbestedende diensten kunnen op twee manieren aan de wettelijke publicatieplicht voldoen: direct publiceren via TenderNed of via andere aanbestedingssystemen met een importkoppeling. TenderNed stuurt Europese aankondigingen centraal door naar Tenders Electronic Daily (TED), het platform van de Europese Unie. Gebruik van de TenderNed-applicatie is niet verplicht.

## Geschiedenis
In 2004 is de domeinnaam vastgelegd en de eerste versie van de website gepubliceerd. Deze oorspronkelijke versie van TenderNed was in gebruik bij Prorail en het Ministerie van Verkeer en Waterstaat. Het ombouwen van het systeem naar een grootschaliger landelijke versie bleek technisch niet mogelijk. Een nieuwe start was noodzakelijk zodat de oorspronkelijk geplande datum in 2009 onhaalbaar bleek. In december 2010 kon het eerste deel in gebruik genomen worden.

### Sleutelmomenten
De geschiedenis van TenderNed kent de volgende sleutelmomenten:
- 27 september 2023: TenderNed brengt de nieuwe aankondigingsformulieren (eForms), die vanaf 25 oktober 2023 gelden in de Europese Unie, een maand voor de deadline live.
- 3 juli 2023: TenderNed wint de internationale Master of Software Health 2023-award van Software Improvement Group (SIG).
- 27 oktober 2021: De renovatie van TenderNed. De applicatie heeft een nieuw uiterlijk en is gebruiksvriendelijker geworden.
- 13 februari 2020: TenderNed is niet meer te benaderen via Internet Explorer. De browser is onveilig en wordt niet meer goed bijgehouden door Microsoft.
- 5 februari 2020: Iedere gebruikersgroep krijgt een eigen inlogpagina.
- 7 november 2019: Oprichting van een nieuw DevOps-team dat zich focust op het renoveren van het uiterlijk van de TenderNed-applicatie.
- 10 januari 2018: De beheer- en ontwikkeltaken voor TenderNed worden samengevoegd in 3 DevOps-teams. De teams zijn gezamenlijk verantwoordelijk voor het product en het beheren daarvan.
- 19 augustus 2017: Vanwege consolidatie en flexibiliteit verhuist TenderNed naar een cloud-omgeving.
- 4 juli 2017: Digitaal aanbesteden is verplicht voor alle Europese aanbestedingen. Vanaf deze datum staat de optie om digitaal aan te besteden standaard op ‘Ja met TenderNed’.
- 25 maart 2017: Technische ruggengraat van TenderNed wordt robuuster gemaakt door belangrijke onderdelen te renoveren en apart te plaatsen in een module. Problemen met een module hebben voortaan niet direct invloed op het hele systeem.
- 15 oktober 2016: Nieuwe EU-aankondingsformulieren worden opgenomen in TenderNed. Hiermee voldoet TenderNed aan de gewijzigde Aanbestedingswet 2012 (1 juli 2016).
- 27 augustus 2016: De elektronische tool van de Europese Commissie voor het opstellen en invullen van het Uniform Europees Aanbestedingsformulier (UEA) wordt geïntegreerd in TenderNed met enkele aanpassingen voor de gebruiksvriendelijkheid.
- 1 juli 2014: TenderNed voert eHerkenning in voor het inloggen op TenderNed en voor het registreren van een persoonlijke account en van een organisatieaccount voor ondernemingen. TenderNed hiermee een van de eerste organisaties die eHerkenning gebruikt.
- 10 februari 2014: TenderNed schakelt voor het ontwikkelproces over naar AGILE/SCRUM. Er komen voortaan maandelijkse ontwikkelreleases.
- 1 april 2013: Ingangsdatum Aanbestedingswet 2012. Vanaf dit moment geldt er een publicatieplicht voor alle openbare aanbestedingen op TenderNed.
- 9 november 2011: Officiële lancering van TenderNed door minister Maxime Verhagen. De pilotperiode wordt formeel beëindigd en TenderNed wordt vrijgegeven voor gebruik aan alle aanbestedingsplichtige organisatie van Nederland.

## Beginselen
TenderNed is gebouwd op basis van de volgende 7 beginselen:
1. Alle aankondigingen op 1 centrale plek
2. Kostenbesparing en vermindering van administratieve lasten
3. Juridische consistentie
4. Aanbestedingsstukken zijn kosteloos, rechtstreeks en volledig toegankelijk
5. Transparant, veilig en onafhankelijk
6. TenderNed is gratis
7. Statistiekverplichting

## Tsenders
Het aankondigingenplatform van TenderNed is ook volledig openbaar en toegankelijk voor andere aanbestedingssystemen die door een aanbestedende dienst zijn geautoriseerd. De aanbestedende dienst kan zo via andere systemen aankondigingen op TenderNed publiceren. De systemen die zijn gekoppeld aan TenderNed heten Tsenders. De volgende Tsenders zijn anno 2023 actief:
- Aanbestedingskalender.nl
- Mercell Source-to-Contract
- Negometrix 3
- Negometrix Portal
- Nétive VMS BV
- PROACTIS
- The Solutions Factory
- Tenpu

## Beveiliging
TenderNed is al ruim 10 jaar ISO27001 gecertificeerd. De ISO27001 is een internationale standaard voor informatiebeveiliging. De norm biedt een kader voor het waarborgen van de beschikbaarheid, integriteit en vertrouwelijkheid van informatie in een organisatie.